# Brachyllus itohi
Brachyllus itohi är en skalbaggsart som beskrevs av Keith 2001. Brachyllus itohi ingår i släktet Brachyllus och familjen Melolonthidae. Utöver nominatformen finns också underarten B. i. mantillerii.